# Li Sung-Joo
Li Sung-Joo (en hangul, 이성주; en hanja, 李晟周; n. 1950) es un embajador surcoreano. Egresoó de Relaciones Internacionales en la Universidad de Seúl. En 1984, se graduó en el Instituto Internacional de Administración Pública, Maestría en Política Internacional de París.

## Trayectoria
En 1975 entró al servicio diplomático.
De 1979 a 1980 fue secretario de tercera clase de embajada en Londres.
De 1980 a 1985 fue vicecónsul en Ámsterdam Países Bajos.
De 1985 a 1988 fue secretario de primera clase de embajada en Nueva Delhi, India.
De 1988 a 1991 fue director del departamento Multilaterales.
De 1991 a 1994 fue Asesor de la Misión Permanente Oficina de la Organización de las Naciones Unidas en Ginebra.
De 1994 a 1997 fue consejero de la Misión Permanente ante las Naciones Unidas en Nueva York.
De 1997 a 1998 fue director del departamento Naciones Unidas.
De 1998 a 1999 fue director del departamento Comercio.
De 1999 a 2001 fue ministro de embajada en Bruselas ante la Unión Europea.
De 2001 a 2003 fue director en el Ministerio de Asuntos Exteriores.
De 2003 a 2006 fue embajador en Kiev.